# Villa d’Abro

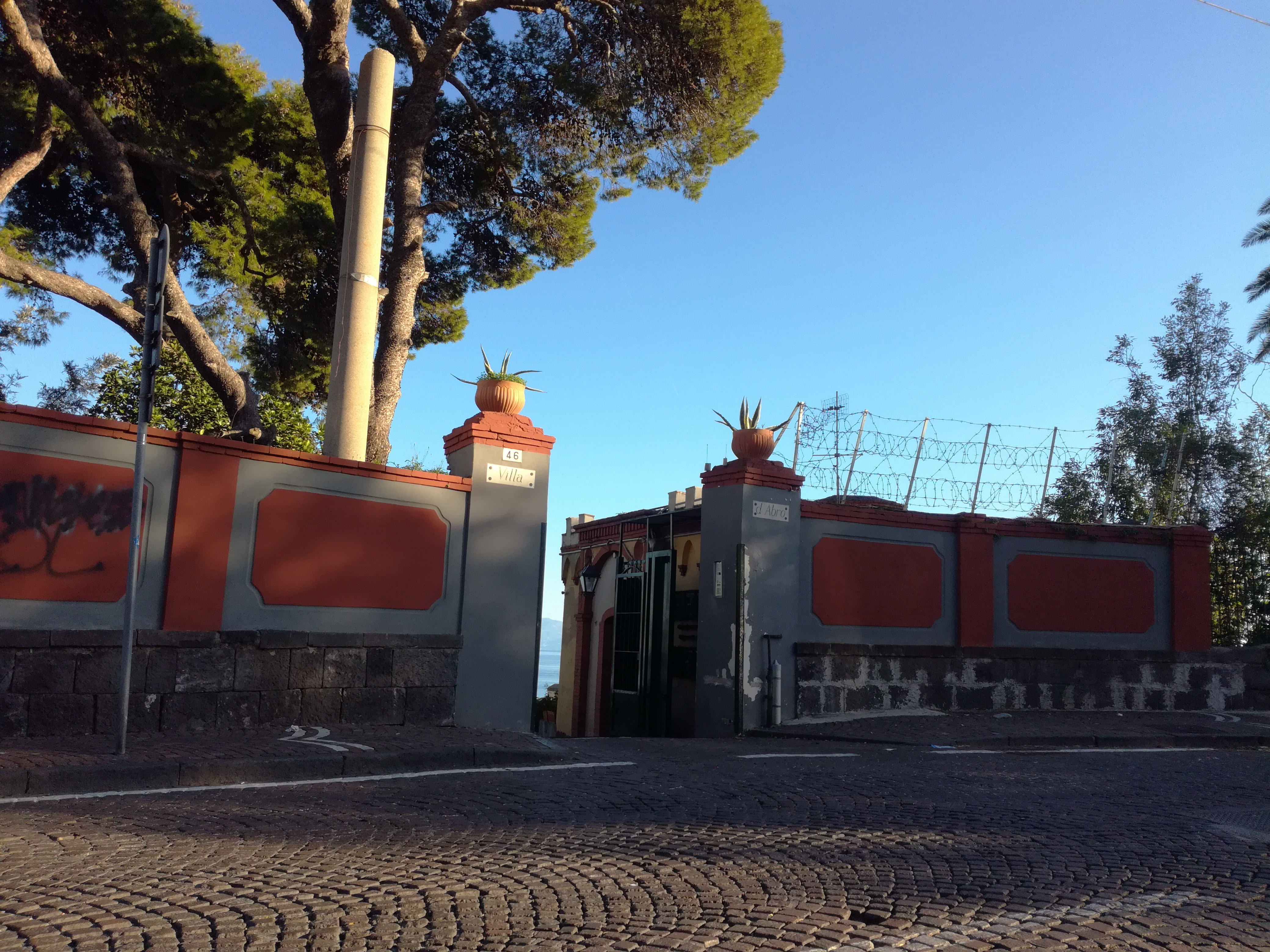
Eingang zur Villa d’Abro in Neapel

Die Villa d’Abro ist ein neuromanisches Landhaus aus dem 19. Jahrhundert im Viertel Posillipo von Neapel in der italienischen Region Kampanien. Es liegt an der Via Posillipo, 46.
Das Gebäude steht in der Nähe der Villa Elisa an einer Stelle, an der es ursprünglich den Palazzo Ranaldo gab. „D’Abro“ war der Name des Eigentümers, der die Villa 1870 erwarb. Der Prinz Aslan d’Abro Pagratide war ein Spross der mächtigen Familie, die in Georgien und Armenien regierte.
Der damals junge Prinz, der in Syros auf den griechischen Kykladen geboren war, wählte Neapel als Heimat: Sein Motiv dafür ist nicht bekannt, vielleicht liegt es in seiner Berufung zur Kunst; er studierte später an der Accademia di belle arti di Napoli (dt.: Akademie der Schönen Künste in Neapel) und war auch mit dem berühmten Maler Domenico Morelli in Kontakt. Der Prinz machte Karriere und es gelang ihm, eine Honorarprofessur an dem Institut zu erlangen und er wurde Vizepräsident des ‚‚Museo artistico industriale Filippo Palizzi‘‘. Später wurde er Ehrenbürger der Stadt Neapel und starb schließlich 1929.